# Apalabrados
Apalabrados es un videojuego de palabras similar al Scrabble para iOS, Android y HTML5 y desarrollado por la empresa argentina Etermax.

## Historia
Fue lanzado en octubre de 2011 y alcanzó una alta popularidad sobre todo en España, donde fue la aplicación móvil más bajada de 2012.
Apple lo seleccionó como juego del año 2012 en España y Latinoamérica. Además de en español, permite jugar en catalán, vasco, gallego, portugués (existe una versión de la variante de Portugal y otra de Brasil), inglés (tanto británico como estadounidense), francés, alemán, neerlandés, italiano, ruso, sueco y noruego.
El 27 de diciembre de 2012, los diputados españoles del PP Bartolomé González y María Isabel Redondo fueron fotografiados jugando con Apalabrados durante la votación de la Ley de Acompañamiento que abrió las puertas a la privatización de la gestión de la Sanidad madrileña, lo que significó un escándalo en el país. Los diputados pidieron disculpas y fueron sancionados por el PP con 300 euros de multa.